# 鈴木松年

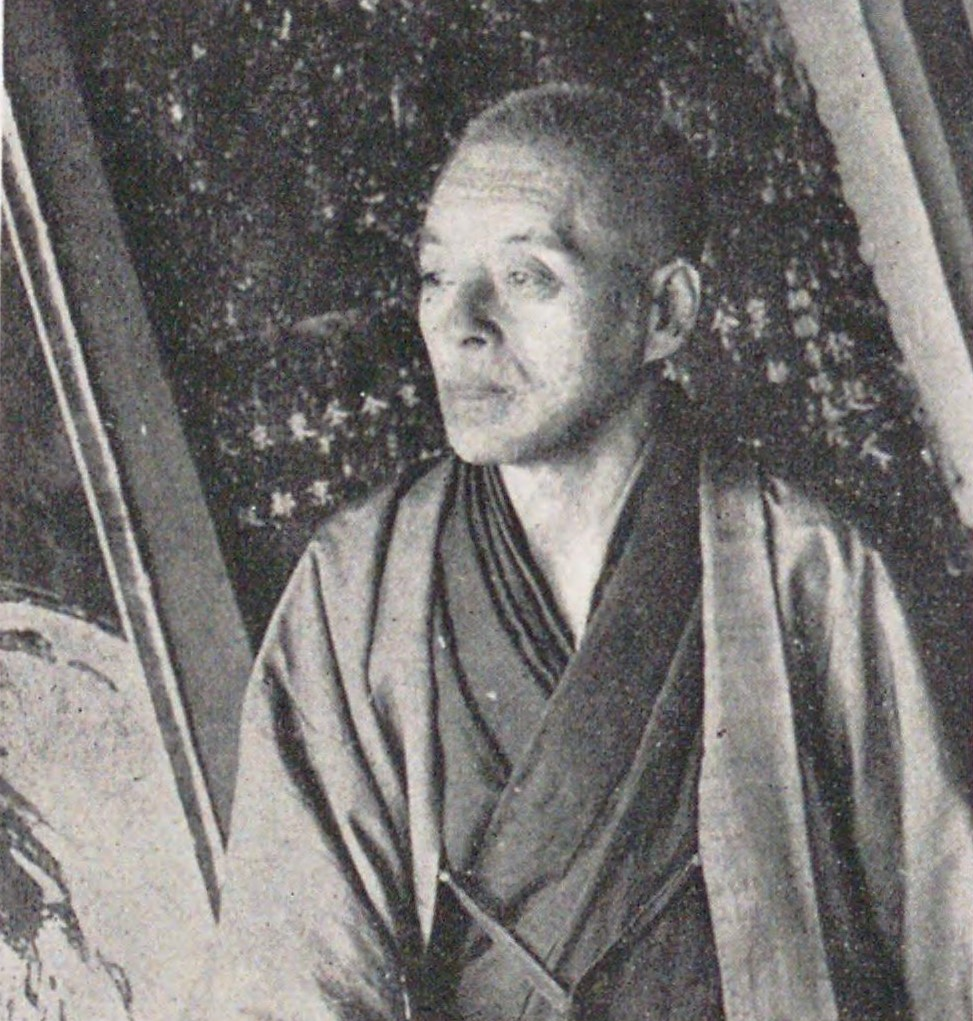
鈴木松年

鈴木 松年（すずき しょうねん、嘉永元年6月14日（1848年7月14日） - 大正7年（1918年）1月29日）は、明治から大正にかけて活動した日本画家。本名は謙、幼名は百太郎。初号は百僊（ひゃくせん、百仙とも）で、32歳頃に松年に改める。鈴木派の祖・鈴木百年の長男で、弟に鈴木百翠、鈴木万年。上村松園の最初の師としても知られる。
父のおとなしい画風とは対照的な、豪放な作風と狷介な性格で「曾我蕭白の再来」と評され、今蕭白とあだ名された。

## 経歴

### 生い立ち
京都東洞院錦小路で生まれる。幼い頃から軍談や喧嘩を好んだという。父百年から絵の手ほどきを受けたが、絵に関しては指導されるのを嫌だったとも言われる。若い頃は薩摩藩士に混じって国事を論じるなどして、本格的に画家になるのを決意したのは20歳を過ぎた頃だった。しかし、父の盛名からかその実力を正しく評価されなかったため、22歳の時円山の正阿弥楼で一日千枚描く席画会を企画、これを成功させその健筆を周囲に認めさせた。独立して百年の住居の裏に当たる東洞院錦上ルに画室兼住居を設け、地名にちなんで「東錦楼」と称した。曾我蕭白や岸駒に私淑し、その豪快な表現や画家としての気位を学ぶ。また、24歳の頃洋画も独学している。明治8年（1875年）7月頃、28歳の時長野県飯田に遊歴し、たまたま富士登山に行く途中の富岡鉄斎と出会い、度々鉄斎を訪ねたという。32歳頃に画号を「松年」と改めるが、これは古来「松に千年の翠あり（松樹千年翠）」と言われたことから、父百年を越えようとする松年の矜持が窺える。

### 京都府画学校出仕
明治14年（1881年）4月、幸野楳嶺に代わり京都府画学校の北宗担当の副教員（教授職）となり、明治21年（1888年）まで務めた。松年は才気に勝り気性激しく、同時期の画家としばしば争った（後述）が、一方で豪快な中にしみじみとした人情味もあり、画学校で教授を務めた時も生徒の受けは非常に良かったという。明治15年（1882年）第一回内国絵画共進会に「蘇東坡図」「老松図」を出品し褒状を受け、明治17年（1884年）同第二回展も銅賞。更に翌年の第四回京都博覧会で発表した「蓬莱山図」で妙技賞銅牌を受け、日本美術協会にも出品した。

### 京都画壇の大家
明治21年（1888年）41歳の時、京都府画学校を退職。明治23年（1890年）第三回内国勧業博覧会では「雪景山水図」が妙技三等。一方で明治25年（1892年）森寛斎、谷口藹山、岸竹堂、望月玉泉らと小春会を結成、古画の研究に努めた。明治33年（1900年）鉄斎と室町時代の大家・相阿弥の墓を探しに、円山の安養寺を訪ねている。明治26年（1893年）シカゴ万国博覧会に「雪中寒鴉図」「春景山水図」を出品する。第四回内国勧業博覧会でも、「群仙図」「嵐山春景」を出品、後者で再び妙技三等。明治29年（1896年）日本美術協会が結成されると、その第一回共進会に「月下擣衣図」を出品、一等褒状を受ける。明治32年（1899年）日本絵画協会第七回日本美術院連合第二回展で「秋林」が銅賞。明治33年（1900年）パリ万国博覧会で発表した「松㵎水声」で銅賞を取る。明治36年（1903年）から翌年にかけて『松年画譜』が刊行される。

### 晩年
後年、祇園白川畔の大画室を鶴寿軒と号して、京都画壇に重きをなした。明治40年（1907年）改訂の『大日本著名画家名鑑』という番付表では、今尾景年、橋本雅邦、望月玉泉、森琴石らと並んで「総後見」にランク付けされており、地位の高さを示している。松年には信心深い一面もあり、相国寺瑞春庵の堂宇再建のため百幅の羅漢図を寄付し、覚王山日泰寺には五百幅もの羅漢図を、潤筆料も取らずに揮毫したとの逸話も残る。更に大正3年（1914年）仏画を多く描いた潤筆料で、永観堂の名で知られる禅林寺に、画仙堂という建物を寄進・上棟し、その天井画を息子松僊に描かせている。大正7年（1918年）1月29日脳溢血により死去。71歳。墓は東山区にある長楽寺で、妻鶴栄、長男松僊と共に眠る。墓石は硯を象り、背面には自筆の雲龍図が刻まれている。

## 逸話
同時代の競合する画家たちとは諍いが絶えなかったらしく、特に幸野楳嶺と犬猿の仲はよく知られている。ただし、これは自らの画名を高めるための一種のパフォーマンスと解釈する向きもある。松年とは比較的仲が良かった岸竹堂が、楳嶺との仲を取り持とうと「今日は珍しいものを御馳走するから」と松年を家に招いた。松年が家を訪ねると森寛斎と富岡鉄斎がおり、そこに楳嶺が現れた。そこで竹堂は、「いま京都に松年、竹堂、幸野楳（梅）嶺と、同時代に「松竹梅が全て揃うのは大変珍しいのに、その松竹梅が交情が悪くてはいかんやないか。どうか、竹の私が仲裁するから松と梅も交情よくなって貰いたい」と訴えた。しかし、松年は「交情が悪い方が却って競争になってよい」「人こそ互いに交情が悪くても、絵画は勝手に交情が好くなる」と断った。それを聞いていた当時京都画壇の長老だった寛斎も「それもよい」と納得したため、竹堂の仲裁は失敗した。
また、ある日松年と楳嶺らが席画をした際、楳嶺の筆が壊れてしまった。しかし、それを見ていた松年が自分の筆をそっと差し出したため、楳嶺は事なきを得た。席画後、楳嶺は松年に礼を述べついで和解を申し込むも、困った時はお互い様なので助けたまでで、和解はするつもりはない、とやはり断っている。一方で楳嶺が亡くなった際に、真っ先にお悔やみに訪れたのは松年だったという逸話も残る。また、松年は同門の今尾景年も牽制し、「友禅の下絵なら景年さんにいくがええ、掛物が欲しいならわしが描いてあげる」と放言するが、年長の景年は気にせずただ黙々と絵を描いていたという。
こうした態度は、松年が「長期庵の展観」と題する随筆で語っている、かつて岸駒がわざと円山応挙の画を酷評して注目を集めて名を上げた、という逸話に倣ったとも考えられる。

## 弟子とその後の鈴木派
弟子に、長男の鈴木松僊、上村松園、土田麦僊、海外天年、一見連城、庭山耕園、斎藤松州、山田松渓、梶野玄山、湯川松堂、木村光年、小西福年など。松年は生涯京都画壇の重鎮として第一線で活躍したが、画壇における求心力が弱く、明治も後半になると次第に幸野楳嶺門下の竹内栖鳳らに主流が移っていく。更に跡を継いだ松僊は、中国やインド、更にフランスまで留学経験があったらしく将来を嘱望されたが、松年が死んだわずか7年後に大成すること無く世を去ってしまう。他の弟子も、後世に名を成した者はおらず、鈴木派は急速に勢いを失っていった。

## 作風
曾我蕭白に例えられるだけあって、かすれるほど強い墨線を用いた豪快で力強い作品が多い。一方で溌墨の使い方も研究し、たらし込み技法を用いた作品も散見される。その画号もあってか、松を描いた作品が多く、大津絵を題材にするのも珍しくない。反面、濃彩の作品は少ない。松年の作品は、今も京都の家々で大切に保存されている例が多い。

## 代表作
| 作品名                                       | 技法             | 形状・員数     | 寸法（縦x横cm）    | 所有者                               | 年代                   | 落款・落款 | 備考 |
| -------------------------------------------- | ---------------- | -------------- | ------------------ | ------------------------------------ | ---------------------- | --- | --- |
| 八岐の大蛇退治図                             | 紙本墨画淡彩     | 1幅            | 166.3x93.0         | 京都府（京都文化博物館管理）         | 1871年（明治2年）      | | |
| 山水図屏風                                   | 紙本墨画淡彩     | 六曲一双       | 165.7x349.2（各）  | 赤穂市立美術工芸館田淵記念館寄託     | 1871年（明治4年）      | | |
| 問安黙頷之図                                 | 絹本著色         | 1幅            | 141.5x101.0        | 山形美術館長谷川コレクション         | 若書き                 | 款記「問安黙頷 百僊鈴木賢」/「百僊」白文方印・「鈴木賢印」朱文方印・「画仙堂主」白文方印 | 長谷川コレクションには他にも2点松年作品がある。                                                                                              |
| 仁王画                                       | 紙本著色         | 2面            |                    | 因幡堂平等寺                         | 1886年（明治19年）5月  | 款記「松年 鈴木賢 敬寫」 | 平等寺本堂須弥壇裏壁画 |
| 春秋風物山水之図                             | 絖本著色         | 六曲一双       | 166.4x361.8（各）  | 京都市美術館                         | 1888年（明治21年）     | | |
| 神武天皇・素戔嗚尊図屏風                     | 絹本著色         | 六曲一双       | 153.0x359.8（各）  | 個人（静岡県立美術館寄託）           | 1889年（明治22年）     | 右隻：款記「紀元二千五百四十九年第七月畫於老龍館 松年僊史鈴木賢」/「鈴木世賢」白文方印・「松年仙史」朱文方印 左隻：款記「明治廿二年第六月畫於老龍館 松年僊史鈴木賢」/「鈴木世賢」白文方印・「松年仙史」朱文方印 | 従来では神武天皇ではなく、日本武尊とされていたが、左側上部の黒い鳥が八咫烏と見られることから、神武東征における故事を描いていると考えられる。 |
| 猛虎図                                       | 紙本金地著色     | 衝立1面        | 138.3x158.8        | 奈良県立美術館                       | 1891年（明治24年）     | | |
| 鞍馬僧正谷屏風                               | 紙本著色         | 六曲一双       | 本間屏風           | 個人（大阪市立美術館寄託）           | 1891年（明治24年）     | | |
| 群仙図                                       | 絹本著色         | 八曲一双       |                    | 静嘉堂文庫                           | 1895年（明治28年）     | | 第4回内国勧業博覧会出品 |
| 古松図                                       |                  |                |                    | 相国寺瑞春院書院（雲泉軒）           | 1898年（明治31年）     | | |
| 雲龍図                                       |                  |                |                    | 天龍寺法堂旧天井画                   | 1899年（明治32年）     | | |
| 橋下の狸図                                   | 絹本墨画         | 二曲一隻       |                    | インディアナポリス美術館             | 1900年（明治33年）頃   | | |
| Aged Dragons（右隻・左隻）                   | 紙本金地墨画     | 六曲一双       |                    | インディアナポリス美術館             | 1900年（明治33年）頃   | | |
| 山水図                                       | 紙本金地墨画淡彩 | 六曲一双       |                    | 愛媛県美術館                         | 1901年（明治34年）     | | |
| 群仙図                                       | 絹本著色裏箔     | 六曲一双       | 175.7x374.4（各）  | 京都国立博物館                       | 1903年（明治36年）     | | |
| 月下狼図                                     | 紙本淡彩         | 六曲一隻       |                    | 個人                                 | 1904年（明治37年）     | | |
| 戦勝萬歳図                                   | 絹本墨画著色、金 | 六曲一隻       | 169.0x376.0        | ボストン美術館                       | 1904年（明治37年）     | | 日露戦争下の戦争祝賀として全国で盛んに行われた提灯行列を描いた作品。なお類似作が他にもある（京都市美術館蔵）。                               |
| 松龍騰空図                                   | 紙本著色         | 襖12面         |                    | 三千院客殿                           | 1905年（明治38年）     | | |
| 竹に燕図                                     | 板絵著色         | 杉戸1面        |                    | 臥龍山荘                             | 1906年（明治39年）     | | 同山荘「清吹の間」にも、松年筆の「老龍の画」（明解剛毅賛）が掲げられている。                                                                 |
| 長宗我部盛親像                               |                  | 1幅            |                    | 京都・蓮光寺                         | 1907年（明治40年）以前 | 款記「松年鈴木賢筆」 | 長宗我部盛親没後300年を記念して制作されたという。                                                                                            |
| 松図                                         | 紙本墨画         | 襖8面          |                    | 延暦寺滋賀院二階書院                 | 1909年（明治42年）     | | |
| 宇治川橋合戦図屏風（宇治川先陣争）           | 絹本著色         | 六曲一双       | 169.0x376.0（各）  | 浄妙山保存会                         | 1911年（明治44年）     | | |
| 不到達磨図屏風                               | 紙本著色         | 二曲一隻       | 183.5x165.3        | 總持寺                               | 明治時代               | 款記「不到々々酔不到 松年筆」 | |
| 山水・竹枇杷・渓流竹叢・滝図                 |                  | 襖16面         |                    | 鹿苑寺小書院一之間・二之間           | 1912年（大正元年）     | | 内訳は山水図6面、竹枇杷・渓流竹叢図各4面、滝図2面。                                                                                          |
| LANDSCAPE WITH TWO TRAVELERS                 | 絹本墨画淡彩     | 1幅            | 250.5x84.8         | シアトル美術館                       | 1912年（大正元年）     | | |
| 春渓閑棹図                                   | 絹本著色         | 1幅            | 155.0x72.1         | 西宮市大谷記念美術館                 | 1914年（大正3年）      | 款記「大正三年甲寅新春筆 於老龍館松年僊史」 | |
| LISTENING TO A HOTOTOGISU IN A SUMMER VALLEY | 絹本墨画淡彩     | 1幅            | 237.8x87.6         | シアトル美術館                       | 1914年（大正3年）      | | |
| 大津絵図屏風                                 | 紙本著色         | 二曲一双押絵貼 |                    | 円満院                               |                        | 各扇に款記「松年筆」 | 鬼の念仏、藤娘、鷹匠、外法の梯子剃りを各扇に描く。                                                                                           |
| 連地図                                       | 紙本墨画         | 1幅            | 134.3x52.0         | 大雲院 (京都市)                      |                        | 款記「松年僊史」/朱文方印・白文方印 | |
| 朝陽蟻軍金銀搬入図                           | 絹本著色         | 1幅            | 68.2x99.5          | 敦賀市立博物館                       |                        | 款記「鈴木松年筆」/白文印 | |
| 四季山水図                                   | 絹本著色         | 4幅対          |                    | 香川県立ミュージアム                 |                        | | |
| Hungry Wolf in Moonlight                     | 絹本墨画淡彩     | 1幅            | 137.9x56.1         | フリーア美術館                       |                        | | |
| 鬼の念仏図                                   | 絹本著色         | 1幅            | 106.0x42.0         | クリーブランド美術館                 |                        | | |
| 春景図                                       | 絹本着色         | 1幅            | 115.73x51.28       | ミネアポリス美術館                   |                        | 款記「松年筆」 | |
| Fireflies Over the Uji River by Moonlight    | 絹本墨画淡彩     | 1幅            | 123.8x49.5         | メトロポリタン美術館                 |                        | | |
| 老松図屏風                                   | 金地墨画         | 六曲一双       | 172.9x368.8 （各） | メトロポリタン美術館                 |                        | | |
| 松図屏風                                     | 紙本金地墨画     | 六曲一双       | 153.0x364.0（各）  | ニュー・サウス・ウェールズ州立美術館 |                        | | |

## 参考資料
単行本
- 榊原吉郎編 『近代の美術25 円山・四条派の流れ』 至文堂、1974年
- 原田平作 『幕末明治 京洛の画人たち』 京都新聞社、1985年 ISBN 4-7638-0182-1、全国書誌番号:85053747、NCID BN00294982
- 日本美術院百年史編集室編 『日本美術院百年史 第一巻 上』 日本美術院、1989年
- 高階秀爾監修 『絵画の明治 近代国家とイマジネーション』 毎日新聞社、1996年、ISBN 978-4-620-60508-1

図録
- 『赤穂ゆかりの画家 鈴木百年・松年 財団法人赤穂市文化振興財団設立20周年記念・平成18年度特別展図録』 赤穂市立美術工芸館田淵記念館、2006年
- 『平成27年度特別展 京都画壇 鈴木派の隆盛』 赤穂市立美術工芸館田淵記念館編集・発行、2015年11月12日

論文
- 結城なつみ 「近代京都画壇の悪役 鈴木松年」、明治学院大学大学院文学研究科芸術学専攻 『バンダライ』 8号所収、2009年
- 石上充代 「鈴木松年《神武天皇・素戔嗚尊図屏風》―主題と造形の特質について―」『静岡県立美術館紀要』No.31、2016年3月31日、pp.6-7,42-52
- 梶岡秀一 「鈴木松年の「文人」志向―富岡鉄斎との意外な交友」『赤穂の文化 研究紀要』第八号、2016年2月25日。